# 7th Street/Metro Center
7th Street/Metro Center è una stazione della metropolitana di Los Angeles, posta all'incrocio tra le linee A, B, D ed E.
Serve il quartiere Financial District della Downtown di Los Angeles.

## Storia
La stazione fu costruita dalla Southern California Rapid Transit District, che successivamente divenne parte dell'attuale agenzia per i trasporti metropolitani cittadini. I lavori di costruzione iniziarono il 29 settembre 1986, mentre l'entrata in funzione avvenne il 15 febbraio 1991, giorno in cui iniziò ad essere operativo il prolungamento della linea A fino a questa stazione, che diventò così il nuovo capolinea.
Quasi due anni più tardi, il 30 gennaio 1993, venne aperto un nuovo livello della stazione situato più in profondità rispetto a quello della linea A. Esso fu costruito per ospitare le linee B e D che iniziarono ad operare entrambe quel giorno.
A partire dal 28 aprile 2012 cominciò inoltre ad operativa la linea E, i cui treni arrivano sul livello situato più in superficie, lo stesso della linea A.

## Interscambi
- Metro Bus: 14, 16, 18, 20, 35, 37, 38, 51, 52, 55, 60, 62, 66, 76, 78, 79, 81, Express 460, Rapid 720
- Antelope Valley Transit Authority: 785
- Big Blue Bus (Santa Monica): Rapid 10
- City of Santa Clarita Transit: 799
- Foothill Transit: Silver Streak, 493, 495, 497, 498, 499, 699
- LADOT Commuter Express: 409, 422, 423, 431, 437, 438, 448, 534
- LADOT DASH: A, B, E, F
- Montebello Bus Lines: 40, 50, 90 Express
- OC Bus (Orange County): 701, 721
- Torrance Transit: 4X